# گرگوری ابوت

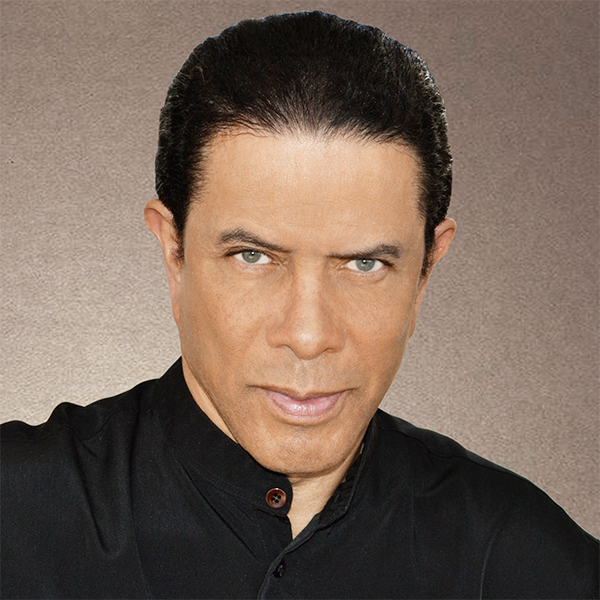
گرگوری ابوت

گرگوری ابوت (انگلیسی: Gregory Abbott؛ زادهٔ ۲ آوریل ۱۹۶۴) یک موسیقی‌دان اهل ایالات متحده آمریکا است. وی از سال ۱۹۷۹ میلادی تاکنون مشغول فعالیت بوده‌است.